# パンドラの匣 (アルバム)
『パンドラの匣』（ぱんどらのはこ）は、日本のロックバンド、Pierrotのインディーズ2枚目のアルバム。1996年7月21日発売。

## 概要
1996年7月21日、レーベルZenit Music Factoryから発売された。メンバーチェンジを経た後に制作された初めてのアルバムであるため、現メンバーとしての1stアルバムであり、ライブでも発売以降このアルバムからの楽曲を2006年の解散まで演奏され続けていた（前作『気狂いピエロ』からの楽曲は、再編曲されたものを除き演奏されていない）。
宗教や聖書をモチーフとしている作品が多く、人間の原罪的な部分を描き出している。これはメジャーデビュー後のPIERROTの作品とも通じている。
「満月に照らされた最後の言葉」はPierrotが現在のメンバーになって最初に作られた楽曲である。
2006年の解散発表後、解散ライブの開催が無かったため、PIERROTとして最後に演奏した曲は2006年4月2日に日比谷野外大音楽堂で行なわれたライブでの「SEPIA」となった（2014年4月12日にPIERROTの再結成を発表。10月にコンサート開催予定）。

## 収録曲
全作詞：キリト
1. 自殺の理由
  - 作曲：キリト

再録されて『DICTATORS CIRCUS -奇術的旋律-』に収録された。
2. 青い空の下…
  - 作曲：キリト

再録されて『DICTATORS CIRCUS -奇術的旋律-』に収録された。
3. 利己的な遺伝子
  - 作曲：アイジ
4. KEY WORD
  - 作曲：アイジ
5. ドラキュラ
  - 作曲：キリト

再録されて『DICTATORS CIRCUS -奇術的旋律-』に収録された。
6. 満月に照らされた最後の言葉
  - 作曲：アイジ・潤

再録されて『DICTATORS CIRCUS -奇術的旋律-』に収録された。
7. Far East ～大陸に向かって～
  - 作曲：キリト
8. メギドの丘
  - 作曲：キリト
9. SEPIA
  - 作曲：アイジ

再録されて『DICTATORS CIRCUS -奇術的旋律-』に収録された。
10. 「天と地」と「0と1」と
  - 作曲：キリト